# Gribbio
Gribbio (in dialetto locale "Gribi") è un villaggio di 88 abitanti, frazione di Faido, nel Canton Ticino (distretto di Leventina). Raggiungibile solo nella bella stagione e con tetti in piode, è ritenuto uno dei borghi più caratteristici del Canton Ticino.

## Geografia fisica
È situato nelle Alpi Lepontine, più precisamente in Alta Leventina tra Chironico e Dalpe, ad un'altitudine di 1.300 m s.l.m. Il villaggio, se nevica, è inaccessibile con l'auto d'inverno.

## Storia
Originariamente i contadini, o meglio dire bergamini, arrivarono dalle valli della Lombardia, proprio per la sua fauna. Essi portavano le proprie mandrie più in alto a pascolare durante l'estate, utilizzando Gribbio come campo base, prima di tornare a valle per l'inverno. Tuttavia, negli ultimi anni, il paese è diventato più frequentato, soprattutto come casa vacanza estiva. Gribbio, a differenza di Osadigo, Cala, Doro od Olina Ces, ha accesso ad una strada percorribile da Chironico.

## Lingue e dialetti
A Gribbio la lingua ufficiale è l'italiano però i locali usano il dialetto gaìn che è molto legato alla pastorizia.

## Monumenti e luoghi d'interesse
La zona è uno dei luoghi naturali più belli del Canton Ticino e ha una fauna selvatica sostanziale, tra cui camosci, cervi, marmotte alpine e aquile, in cui la caccia è vietata. Una delle caratteristiche locali è il Pizzo Forno, una montagna che domina il villaggio. Il torrente la Gribiasca scorre fino nel centro del paese. La chiesa locale è l'Oratorio di San Rocco.